# Święciechowo

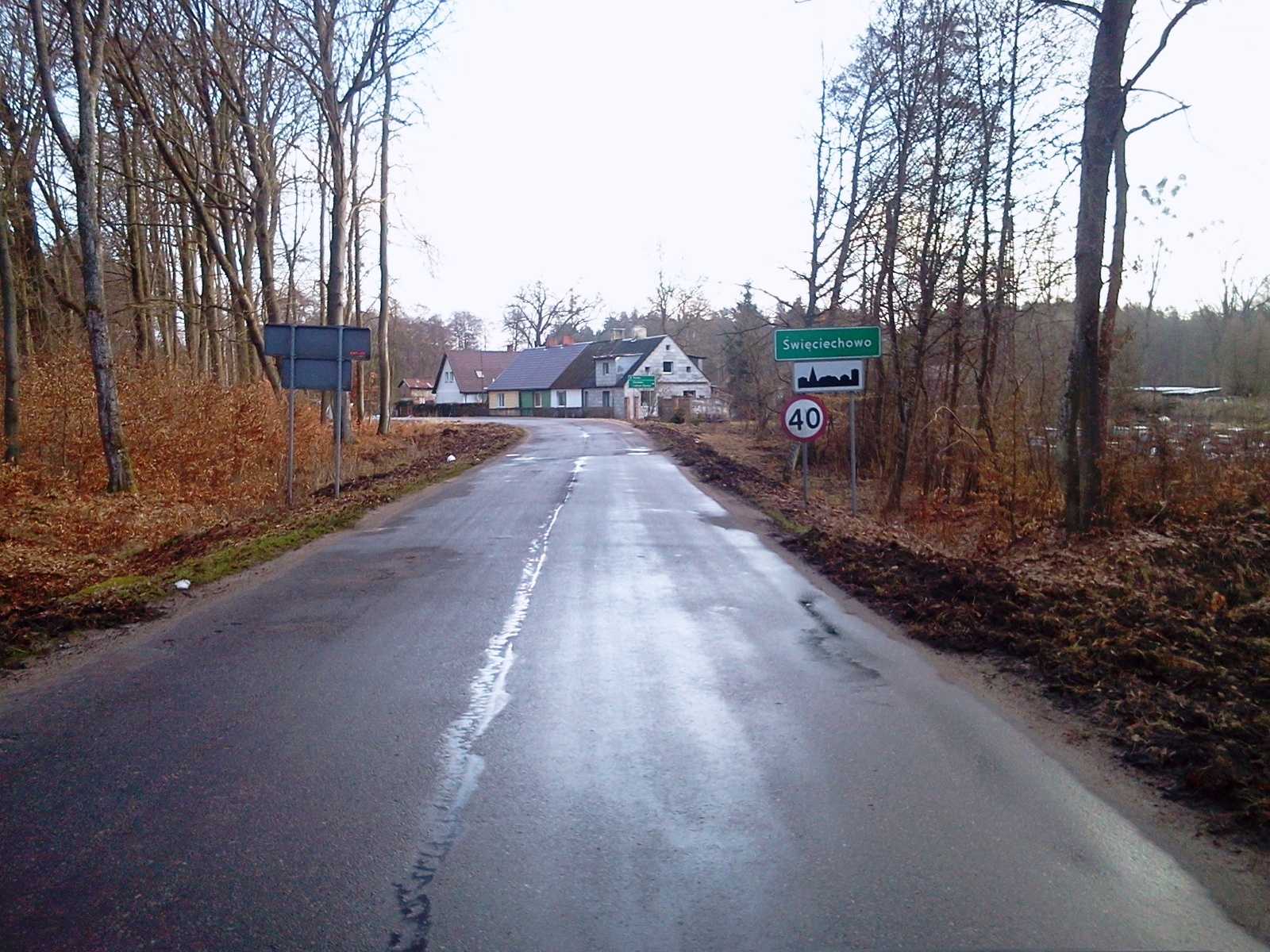
Ortseingang mit Ortsschild (2013)

Święciechowo (deutsch Grünhof, Gemeinde Lowin; auch Grünhoff) ist ein Wohnplatz in der polnischen Woiwodschaft Westpommern. Der Ort wurde im 19. Jahrhundert unter Ludolph von Beckedorff ein Zentrum der römisch-katholischen Diaspora in der Provinz Pommern.

## Geographische Lage
Der Ort liegt in Hinterpommern, etwa fünf Kilometer südlich der Stadt Resko (Regenwalde), mit der er durch eine Landstraße verbunden ist. Die unmittelbaren Nachbarorte sind im Norden Ługowina (Lowin) und im Osten Dorowo (Dorow). Westlich und südlich liegt das Waldgebiet Raddower Heide.

## Geschichte
Der Gutsbezirk Grünhof trat ins Licht einer breiteren Öffentlichkeit, nachdem er  1827 von Ludolph Beckedorff erworben worden war. Beckedorff war leitender preußischer Beamter gewesen, zuletzt Generalbevollmächtigter der Universität Berlin, trat aber zum Katholizismus über und wurde daraufhin aus dem preußischen Staatsdienst entlassen. In Grünhof widmete sich Beckedorff der Landwirtschaft, er gründete 1831 den Regenwalder Landwirtschaftlichen Verein. 1840 wurde er durch König Friedrich Wilhelm IV. in den preußischen Staatsdienst zurückberufen, in den Adelsstand erhoben und 1842 zum Präsidenten des neuerrichteten preußischen Landesökonomiekollegiums gemacht. Beckedorffs Zuckerfabrik in Grünhof produzierte jährlich bis zu 260 Tonnen Zucker, der Reingewinn betrug in den 1840er Jahren jährlich über 900 Taler.
Ab 1855 ließ von Beckedorff in Grünhof eine katholische Kirche errichten, die 1859 vollendet wurde. 1857 gründete er hier das St. Aloysiusstift, was die erste Klostergründung in Pommern seit der Reformation war. Es wurde 1861 mit Borromäerinnen aus dem Kloster Trebnitz besetzt. Die Borromäerinnen richteten hier eine Volksschule und ein Waisenhaus ein, von hier aus erfolgte auch die Gründung katholischer Kinderheime in Stralsund (1862) und Stettin (1867). Im Dezember 1864 wurden in Grünhof 207 Personen gezählt.
1914 wurde in Grünhof auch ein Krankenhaus mit Altenpflegeheim eingerichtet. 1927 fand in Grünhof der Pommersche Katholikentag statt.
Vor 1945 gehörte Grünhof zur Landgemeinde Lowin im Kreis Regenwalde der preußischen Provinz Pommern des Deutschen Reichs.
Gegen Ende des Zweiten Weltkriegs besetzte im Frühjahr 1945 die Rote Armee die Region. Kurz darauf wurde Lowin mit Grünhof von der Sowjetunion der Volksrepublik Polen zur Verwaltung überlassen. Es wanderten nun Polen zu. Soweit die Dorfbewohner nicht geflohen waren, wurden sie in der nachfolgenden Zeit von der örtlichen polnischen Verwaltungsbehörde vertrieben. Der deutsche Wohnort Grünhof wurde in Święciechowo umbenannt.
Zunächst blieben die Kirche und ein Bauernhof erhalten.

## Söhne und Töchter des Ortes
- Erich von Beckedorff (1855–1936), preußischer Generalleutnant